# Wilhelm Jaruska
Wilhelm Jaruska (* 26. Juli 1916 in Wien; † 2. Dezember 2008 ebenda) war ein Wiener Maler, Kunsterzieher und Gebrauchsgrafiker. Er unterrichtete an der Höheren Graphischen Lehr- und Versuchsanstalt, zuletzt an der Leyserstraße im 14. Wiener Gemeindebezirk.
Jaruska gestaltete in den späten 1960er und den frühen 1970er Jahren im Auftrag des 1967 gegründeten Presse- und Informationsdienstes der Stadt Wien Druckwerke für die Öffentlichkeitsarbeit der Stadtverwaltung, die damals von Helmut Krebs geleitet wurde. 
Jaruska wurde im Wiener Zentralfriedhof bestattet. Im Kunsthandel Widder, Wien, erschien 2020 ein Werkkatalog Jaruskas.

## Auszeichnungen
- 1970: Preis der Stadt Wien für Bildende Kunst in der Kategorie „Angewandte Kunst“